# Palsgaard Sommerspil
Palsgaard Sommerspil er et friluftsteater, som har til huse på Gudrun Schous Friluftsscene i herregården Palsgaards slotspark 6 km nord for Juelsminde.
Sommerspillet har eksisteret siden 1972, hvor man spillede “En skærsommernatsdrøm”. Det blev sommerspillets eneste skuespil uden sang. Siden 1974 er der hvert år opført en operette eller musical, hvor sang og musik har indtaget en stadig større plads. Forestillingerne har somme tider tiltrukket op til 10-15.000 tilskuere i en sæson. Sommerspillet drives af en forening med godt 200 frivillige foruden en lønnet kreativ ledelse. Flere talenter, der har optrådt på Palsgaard, er senere blevet uddannet på Det Danske Musicalakademi i Fredericia, heriblandt Pelle Emil Hebsgaard.

## Historie
Det begyndte i 1972 med at Poul Christensen under sit arbejde på Palsgaard så mulighederne for et friluftsteater ved det lille tempel i parken. Hans far, gårdejer Knud Christensen, gik ivrigt ind for ideen og var primus motor i den videre udvikling af friluftsspillet. Han stod i starten selv for det økonomiske ansvar, fx havde “Molboerne” i 1976 et budget på 10.000 kr.

### Scenen
Den anden forestilling i rækken blev spillet foran staldene, men da tilskuerforholdene her ikke var særlig gode, blev scenen det følgende år flyttet til gartnerhuset. De næste tre forestillinger blev opført lidt nærmere ved voldene ved det lille haveanlæg. Men fra 1979 til og med 1987 foregik det hele i tilknytning til det nu nedrevne gartnerhus.
Palsgaards sidste godsejerfrue Gudrun Schou var teaterinteresseret. Da hun fyldte 80 år, fik hun af Schou Fondet, der siden 1957 har ejet Palsgaard, som fødselsdagsgave den scene, der benyttes i dag. Den blev indviet i 1988 med “Sommer i Tyrol”.

### Foreningen
2. februar 1992 blev foreningen Palsgaard Sommerspil stiftet. De frivillige er medlemmer af foreningen og betaler et årligt kontingent på pt. 250 kroner. Desuden har foreningen mange sponsorer. I bestyrelsen, der består af 7 medlemmer, er Schou Fondet fast repræsenteret. Gudrun Schou sad som dets første repræsentant. Efter hendes død i 1992 blev pladsen overtaget af Birthe Brix, hustru til Schou Fondets koncerndirektør. Nu har Kirsten Brix pladsen.

## Opsætninger
- 2023 - GHOST the Musical
- 2022 - Spillemand på en Tagryg
- 2021 - Troldmanden fra Oz
- 2020 - Lyden af Sommerspil
- 2019 - RENT
- 2018 - Hairspray
- 2017 - Annie
- 2016 - Chess
- 2015 - Atlantis
- 2014 - Annie Get Your Gun
- 2013 - Midt Om Natten
- 2012 - Miss Saigon
- 2011 - Guys And Dolls
- 2010 - Grease
- 2009 - Aida
- 2008 - Mød mig på Cassiopeia
- 2007 - Les Misérables
- 2006 - Jesus Christ Superstar
- 2005 - The Sound of Music
- 2004 - Tordenskjold
- 2003 - Atlantis
- 2002 - Farinelli
- 2001 - Czardasfyrstinden
- 2000 - My Fair Lady
- 1999 - Landmandsliv
- 1998 - South Pacific
- 1997 - Grevinde Mariza
- 1996 - Oklahoma!
- 1995 - Champagnegaloppen
- 1994 - Show Boat
- 1993 - Zigeunerbaronen
- 1992 - Jorden rundt i 80 dage
- 1991 - Farinelli
- 1990 - Den Glade Enke
- 1989 - Annie Get Your Gun
- 1988 - Sommer i Tyrol
- 1987 - Fuglekræmmeren
- 1986 - Czardasfyrstinden
- 1985 - Jomfruburet
- 1984 - Tre små piger
- 1983 - Frøken Nitouche
- 1982 - Forår i Heidelberg
- 1981 - Oklahoma!
- 1980 - Sommer i Tyrol
- 1979 - Landmandsliv
- 1978 - En Spurv i Tranedans
- 1977 - Champagnegaloppen
- 1976 - Molboerne
- 1975 - Eventyr på Fodrejsen
- 1974 - En Søndag på Amager
- 1972 - En Skærsommernats Drøm